# Aigialosuchus
Aigialosuchus é um gênero extinto de crocodilomorfo de focinho longo que viveu no que é hoje a Suécia durante o estágio Campaniano do período Cretáceo Superior. O nome Aigialosuchus vem do grego αἰγιαλός (aigialos), que significa "litoral", e σοῦχος (souchus), que significa "crocodilo". O gênero contém uma única espécie, A. villandensis, descrita em 1959 por Per Ove Persson com base em material recuperado da bacia de Kristianstad [en] no sul da Suécia.
O material fóssil conhecido de Aigialosuchus consiste em um crânio parcial e dentes isolados do sul da Suécia, com possíveis dentes adicionais encontrados na Zelândia, Dinamarca. A natureza fragmentária desses restos significa que a classificação precisa do gênero permanece incerta. Embora geralmente classificado como um membro do clado Eusuchia, desde 2016 ele tem sido repetidamente colocado na família mais basal Dyrosauridae [en].
No Cretáceo, o sul da Escandinávia era coberto por um mar raso, e o sítio de Ivö Klack, na bacia de Kristianstad, onde a maioria dos fósseis referidos a Aigialosuchus foi encontrada, era uma ilha pequena e rochosa. Muitos outros membros da família Dyrosauridae eram marinhos, um estilo de vida possivelmente compartilhado por Aigialosuchus, já que seus fósseis foram descobertos em depósitos marinhos. Seus dentes eram curtos e robustos, possivelmente uma adaptação para se alimentar de peixes grandes e invertebrados.

## História da pesquisa
Aigialosuchus foi descrito pelo paleontólogo sueco Per Ove Persson em 1959 com base em material fóssil recuperado no sítio de Ivö Klack, na bacia de Kristianstad. O nome genérico deriva do grego αἰγιαλός (aigialos), que significa "litoral", e σοῦχος (souchus), que significa "crocodilo". O nome da única espécie do gênero, A. villandensis, vem do distrito de Villand, em Escânia, onde os fósseis foram encontrados. O material em que Persson baseou Aigialosuchus eram os restos da parte anterior do crânio e das mandíbulas, incluindo alguns dentes soltos, pertencentes a um único indivíduo. Persson considerou esse material suficiente para diferenciar claramente o animal fóssil de todos os outros crocodilomorfos de focinho longo conhecidos, observando que a principal característica distintiva era o osso nasal de Aigialosuchus se estendendo até a fenestra exonarina communis.
Em 2017, o paleontólogo groenlandês Jan S. Adolfssen, o paleontólogo dinamarquês Jesper Milàn e o paleontólogo americano Matt Friedman notaram que um único dente de crocodilomorfo, bastante rombudo e largo, da pedreira de Faxe, na formação Faxe do Daniano médio, em Faxe [en], Dinamarca, poderia ser atribuído a Aigialosuchus ou a algum gênero dentro da superfamília Alligatoroidea. Um dente semelhante, descoberto em depósitos do Paleoceno Inferior a Médio, em Gemmas Allé, em Copenhague, em 2014, também correspondia bem à descrição de Persson dos dentes de Aigialosuchus, embora não tenha sido atribuído ao gênero devido à falta de uma comparação formal com o material-tipo.

## Descrição

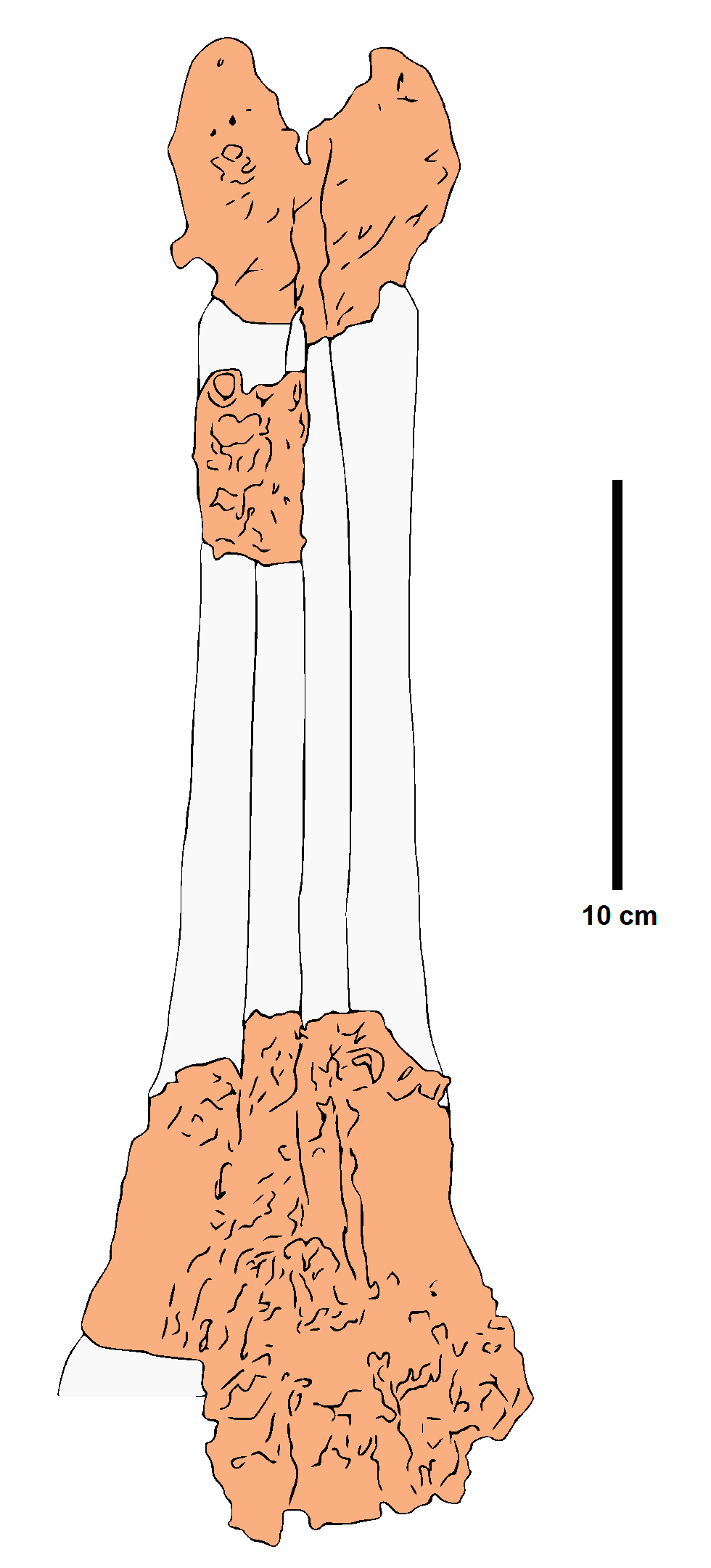
Ilustração do espécime holótipo de A. villandensis (vista superior), um crânio fragmentário. Porções preservadas em laranja.

Aigialosuchus era um crocodilomorfo de focinho longo e estreito. As narinas ósseas de ambos os lados da cabeça eram fundidas para formar uma única fenestra maior (abertura no crânio), chamada por Persson de fenestra exonarina communis. Os ossos nasais de ambos os lados do crânio se estendiam para a frente até alcançar a margem dessa abertura no crânio, sendo essa a principal característica diagnóstica do gênero. Outra característica diagnóstica é a sínfise mandibular (a conexão entre as mandíbulas esquerda e direita) de Aigialosuchus sendo excepcionalmente longa, com 13,8 cm, e sendo alcançada pelo osso esplenial.
A parte mais anterior do crânio de Aigialosuchus era consideravelmente alargada e separada do resto do crânio por entalhes pareados em ambos os lados, ao nível dos quartos dentes mandibulares, semelhante à condição em muitos outros crocodilomorfos. A parte mais larga da região alargada mede 7,1 cm de largura, e a largura no ponto dos entalhes é de apenas 4,7 cm. A parte anterior da mandíbula inferior, que é geralmente estreita como a mandíbula superior, também era alargada, embora não na mesma extensão que o focinho.
Ao contrário dos crocodilianos modernos, que geralmente têm dentes longos e finos, os dentes de Aigialosuchus eram robustos e curtos. Os dentes também eram ligeiramente recurvados e tinham raízes cilíndricas. A superfície dos dentes era densamente estriada (coberta de sulcos) da base até a ponta.

## Classificação
Persson classificou Aigialosuchus como um crocodilo verdadeiro, colocando-o na subfamília Crocodylinae [en]. Ele baseou isso no entalhe distinto na mandíbula superior. Persson também observou que, como Aigialosuchus é pouco conhecido, comparações detalhadas com outros membros desta subfamília eram impossíveis.
A classificação de Persson de Aigialosuchus como membro de Crocodylinae não é mais considerada provável. Em 2001, o paleontólogo americano Christopher Brochu observou que Aigialosuchus era um crocodiliforme enigmático, mas provavelmente um membro do clado Eusuchia (o grupo que contém todos os crocodilianos vivos). Devido ao material fragmentário, Aigialosuchus foi considerado um táxon problemático pelos paleontólogos franceses Jeremy E. Martin e italiano Massimo Delfino em 2010, embora, como Brochu, notassem que provavelmente era um membro de Eusuchia. Embora o focinho estreito de Aigialosuchus seja semelhante aos focinhos estreitos dos gêneros na família Gavialoidea (hoje contendo apenas o gavial), eles consideraram improvável que Aigialosuchus faça parte dessa superfamília, devido ao osso nasal de Aigialosuchus contribuir para a margem posterior das narinas ósseas.
Em 2014, a paleontóloga alemã Daniela Schwarz-Wings e os paleontólogos dinamarqueses Jesper Milàn e Palle Gravesen consideraram que as características de Aigialosuchus se alinhavam melhor com a superfamília Crocodyloidea do que com Gavialoidea, mas observaram que Aigialosuchus precedia significativamente os primeiros gêneros de Crocodyloidea semelhantes. Schwarz-Wings, Milàn e Gravesen notaram que, até que uma revisão taxonômica do material de Aigialosuchus seja realizada, sua posição sistemática precisa dentro de todo o grupo dos crocodilomorfos permanecerá incerta.
Em 2014, os paleontólogos franceses Jeremy E. Martin, Romain Amiot e Christophe Lécuyer e o paleontólogo inglês Michael J. Benton observaram que a descrição de Persson de Aigialosuchus correspondia bem ao material conhecido de membros de Eusuchia de água doce contemporâneos.
Em um artigo de 2016 do paleontólogo australiano Benjamin Kear e colegas, Aigialosuchus foi considerado um membro da família Dyrosauridae, não um integrante do clado Eusuchia. Aigialosuchus também foi classificado como membro da família Dyrosauridae em um artigo de 2018 da paleontóloga sueca Elisabeth Einarsson.

## Paleoecologia

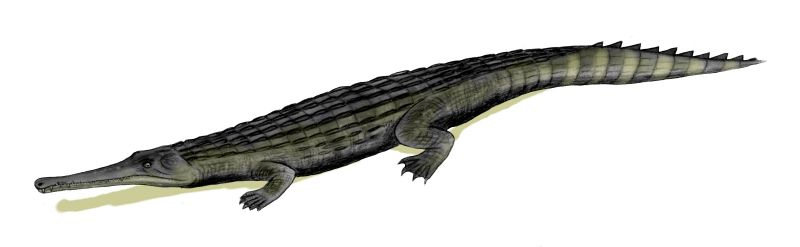
Reconstrução de en, outro membro marinho de focinho longo crocodilomorfo da família Dyrosauridae

Certos fósseis de Aigialosuchus foram recuperados apenas de depósitos da idade Campaniana na bacia de Kristianstad, na Suécia. Durante o Campaniano, a bacia de Kristianstad era um mar raso subtropical a temperado que abrigava uma fauna marinha diversa, característica de uma comunidade de plataforma interna, incluindo abundantes algas, braquiópodes, briozoários, moluscos (incluindo bivalves, gastrópodes, belemnites e amonoides), ouriço-do-mar, serpulídeos, decápodes e esponjas. Além disso, peixes (incluindo uma vasta gama de tubarões) eram comuns, e fósseis de várias espécies de répteis, a maioria marinhos, também foram encontrados, incluindo mosassauros, tartaruga-marinha, crocodilomorfos e alguns dinossauros.
Os fósseis de Aigialosuchus descritos por Persson em 1959 foram recuperados de sedimentos marinhos, embora Persson tenha observado que isso não indicava necessariamente que Aigialosuchus fosse puramente marinho. Segundo Persson, Aigialosuchus também poderia ter vivido na zona litorânea ou em um rio adjacente ao continente. Dentro da bacia de Kristianstad, o sítio fóssil de Ivö Klack forneceu a maioria dos fósseis de Aigialosuchus. Ivö Klack era uma ilha pequena e rochosa durante o Cretáceo. A presença de Aigialosuchus no local pode indicar que ele preferia viver em águas costeiras, onde poderia depositar seus ovos em terra adjacente, descansar e se aquecer, semelhante aos crocodilianos modernos.
A maioria dos crocodilomorfos de focinho longo recentes e modernos (notadamente os gaviais) têm dentes finos e longos, sendo ictiófagos. Os dentes de Aigialosuchus eram robustos e curtos, indicando que provavelmente estava adaptado a outra forma de alimentação. Segundo Einarsson, os dentes robustos de Aigialosuchus sugerem que ele era adaptado para se alimentar de peixes maiores, como Enchodus [en], e invertebrados maiores. Contrário à avaliação inicial de Persson, agora acredita-se que Aigialosuchus era um animal marinho, semelhante a outros membros de sua família.